# Ana Brenda Contreras
Ana Brenda Contreras Pérez (McAllen, 24 de dezembro de 1986), mais conhecida como Ana Brenda, é uma atriz mexicana nascida nos EUA.

## Biografia
Ana Brenda Contreras nasceu em McAllen, Texas, Estados Unidos, filha de Blanca Pérez e do engenheiro Efraín Contreras Puente. Ana é descendente de mexicanos, por parte da família de seus pais, e é por isso que fala duas línguas, inglês e espanhol. Quando tinha 15 anos se mudou para Cidade do México para participar do reality show musical "Pop Stars", onde conseguiu chegar como finalista e integrante do grupo musical, T'detila e gravou um disco com o mesmo nome, iniciando assim sua carreira como cantora.

## Carreira

### 2003 – 2010:  Início da carreira,Barrera de amoreVaselina
Ana estudou na Centro de Educação Artística (CEA) da Televisa. Ana, apareceu na televisão pela primeira vez em la telenovela Barrera de amor em 2005, produzida por Ernesto Alonso, conseguindo uma pequena participação atuando ao lado de Aarón Díaz e Yadhira Carrillo.  
Em 2006 entrou no elenco da obra musical Vaselina, interpretando Sonia. Mais tarde nesse mesmo ano, se integra ao elenco de Duelo de pasiones, com uma participação especial. 
Em 2008, ingressa no cinema com o filme Divina confusión, dirigido por Salvador Garcini. Compartilhou créditos com Jesús Ochoa e Diana Bracho. Neste mesmo ano, protagoniza a novela Juro que te amo, ao lado de José Ron. 
Em 2009, Contreras participou do filme Cabeza de Buda. Nesse mesmo ano a produtora Carla Estrada lhe ofereceu o papel da antagonista de sua próxima telenovela, Sortilégio, vivendo a vilã Maura e atuando ao lado de Jacqueline Bracamontes e William Levy. No mesmo ano, participou da segunda temporada da série Mujeres Asesinas, na qual contracenou com Patricia Navidad e Galilea Montijo na série original da Fox, Tiempo final.

### 2010-presente:Teresa,Coração Indomávele fama internacional
Em 2010 fez o teste para obter o papel de protagonista da nova versão de Teresa, mas José Alberto Castro lhe deu o papel de "Aurora", a melhor amiga de "Teresa". Nesse mesmo ano, ele se aventura no teatro com o musical Timbiriche, onde toca "Carol". 
Em 2011, Poucos meses depois do fim da telenovela teresa, "El Güero" Castro lhe convida para protagonizar La que no podía amar com Jorge Salinas e José Ron.
Em 2013, Nathalie Lartilleux lhe dá o papel de protagonista de Corazón indomable, história que estrela ao lado de Daniel Arenas. A telenovela estreou em 25 de fevereiro de 2013 e terminou em 6 de outubro de 2013. A telenovela foi um sucesso e transmitida internacionalmente, em vários países da América Latina e Europa.
Em março de 2014, Ana Brenda recebeu do prefeito de Río Bravo, Rogelio Villaseñor Sánchez o título de embaixadora especial, por ser uma figura celebre da cidade. No mesmo ano, participou do filme Volando Bajo. 
Em 2015, ela entra como protagonista de Lo imperdonable, atuando junto com Iván Sánchez. Contreras participou da trilha sonora da telenovela e interpretou «Como perdonar», tema da telenovela. No mesmo ano atua na peça musical "Mentiras". 
Em 2016, ela participou da série de televisão Blue Demon, baseada na vida do famoso lutador mexicano de mesmo nome. Mais tarde, ela estrelou o filme Tunnel 19/El que busca encuentra.
em novembro de 2017, foi convida por "El Güero" Castro  protagonizar sua nova novela, Por amar sin ley.
Em fevereiro de 2018, estreia a novela de José Alberto Castro, Por amar sin ley, onde Ana da vida a advogada "Alejandra Ponce", ao lado de David Zepeda e Julián Gil.
Em agosto de 2018 foi anunciada por The CW, como parte do elenco principal da segunda temporada da série de televisão, Dynasty, interpretando Cristal Jennings.
No final de 2020, criou sua própria marca de beleza para os cabelos chamada de Eva+avo https://www.evaavo.com/.
Em agosto de 2021, foi anunciada pela Pantaya, Lionsgate+ (antiga starzplay) e Spiral International como protagonista de Toda la Sangre, dando vida a "Tenente Edith Mondragon" ao lado de Aarón Días.

## Vida pessoal
Em 2006, Ana Brenda esteve em um relacionamento com Alexis Ayala vindo a terminar três anos depois. Em 2011, esteve em um relacionamento com o ator Aarón Diaz terminando alguns meses depois.
Em 2012, começou um relacionamento com o toureiro mexicano Alejandro Amaya e no final de maio de 2013 se casaram no civil em Las Vegas, Estados Unidos.
Em 2015, se divorciaram com Ana Brenda alegando que "não é da responsabilidade de uma [terceira] pessoa", como a imprensa apontava (a imprensa alegava que, seu marido alejandro foi pego na cama com outra mulher na sua despedida de solteiro, 6 dias antes do seu casamento religioso).
Em 2016, Ana Brenda assumiu um relacionamento com Iván Sánchez tendo um termino no ano de 2018.
Em junho de 2023, a atriz ficou noiva do empresário Zacarias Melhem. O casamento civil aconteceu no dia 27 de janeiro de 2024, enquanto o casamento religioso veio a ocorrer no dia posterior, 28 de janeiro de 2024, na Hacienda Zotoluca, no estado de Hidalgo, México.

## Filmografia

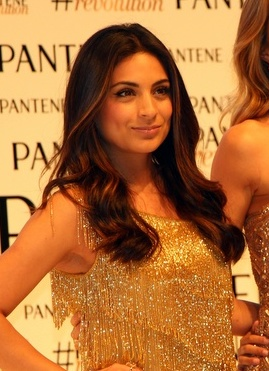
Ana Brenda em um evento da Pantene no Brasil.

### Televisão
| Ano       | Telenovela             | Personagem                                                        | Episódios                                                               | Notas                               |
| --------- | ---------------------- | ----------------------------------------------------------------- | ----------------------------------------------------------------------- | ----------------------------------- |
| 2024      | El Conde: Amor y honor | Mariana Zambrano                                                  |                                                                         |                                     |
| 2020      | Tu Cara me Suena       | Ela mesma                                                         | 2 Temporadas                                                            | Apresentadora                       |
| 2018-2019 | Por amar sin ley       | Alejandra Ponce Ruiz                                              | 1 temporada: 91 episódios 2 temporada: 43 episódios total:135 episódios | Protagonista                        |
| 2015      | Lo imperdonable        | Verónica Prado-Castelo                                            | 120 episódios                                                           | Protagonista                        |
| 2013      | Corazón indomable      | Maricruz Olivares de Narvaez / Maria Alessandra Mendonça Olivares | 161 episódios                                                           | Protagonista                        |
| 2011-2012 | La que no podía amar   | Ana Paula Carmona Flores de Monteiro                              | 166 episódios                                                           | Protagonista                        |
| 2010-2011 | Teresa                 | Aurora Alcázar Coronel                                            |                                                                         | Co-protagonista                     |
| 2009      | Sortilegio             | Maura Albarrán                                                    | 90 episódios                                                            | Antagonista                         |
| 2008-2009 | Juro que te amo        | Violeta Madrigal Campero                                          | 140 episódios                                                           | Protagonista                        |
| 2006      | Duelo de pasiones      | Claudia                                                           | A partir do capítulo 105                                                | Participação especial na reta final |
| 2005      | Barrera de amor        | Juana Sánchez                                                     | A partir do 36 episódio                                                 | Co-protagonista Juvenil             |

### Cinema
| Ano  | Filme                           | Personagem        | Notas           |
| ---- | ------------------------------- | ----------------- | --------------- |
| 2016 | Túnel 19/El que busca encuentra | Esperanza Medina  | protagonista    |
| 2014 | Volando bajo                    | Mariana Arredondo | Co-Protagonista |
| 2009 | Cabeza de Buda                  | Convidada         | Elenco          |
| 2008 | Divina Confusión                | Bibi              | Protagonista    |

### Séries
| Ano         | Série                  | Personagem              | Episódios               | Notas        |
| ----------- | ---------------------- | ----------------------- | ----------------------- | ------------ |
| 2009        | Tiempo Final           | Valentina               | Diva                    | Elenco       |
| 2009        | Mujeres Asesinas 2     | Marcela Garrido         | Las garrido, codiciosas | Protagonista |
| 2016        | Blue Demon             | Gregoria Vera / Goyita  | 3 temporadas            | Protagonista |
| 2018 - 2019 | Dynasty                | Cristal Jennings        | 22 episódios            | Protagonista |
| 2021        | Toda la Sangre         | Tenente Edith Mondragon | 10 episódios            | Protagonista |
| 2023        | El Conde: Amor y Honor | Mariana Zambrano        |                         | Protagonista |

## Prêmios e reconhecimentos
| Ano  | Premiação                 | Telenovela ou Série     | Categoria                          | Resultado |
| ---- | ------------------------- | ----------------------- | ---------------------------------- | --------- |
| 2009 | Prêmios Deusa de Prata    | Divina confusión        | Revelação femenina                 | Venceu    |
| 2011 | Prêmio TVyNovelas         | Teresa                  | Melhor atriz co-estelar            | Indicado  |
| 2012 | Prêmios Juventud          | La que no podía amar    | Chica que me quita el sueño        | Venceu    |
| 2012 | Prêmios People en Español | La que no podía amar    | Melhor atriz                       | Indicado  |
| 2012 | Prêmios People en Español | La que no podía amar    | Casal do ano (com Jorge Salinas)   | Venceu    |
| 2012 | Prêmio TVyNovelas         | La que no podía amar    | Melhor atriz                       | Indicado  |
| 2013 | Prêmios People en Español | Corazón indomable       | Melhor atriz                       | Indicado  |
| 2013 | Prêmios People en Español | Corazón indomable       | Casal do ano (com Daniel Arenas)   | Indicado  |
| 2014 | Prêmio TVyNovelas         | Corazón indomable       | Melhor atriz protagonista          | Indicado  |
| 2014 | Prêmios Juventud          | Corazón indomable       | Chica que me quita el sueño        | Indicado  |
| 2014 | Prêmios Juventud          | Quiero vestir como ella | Quiero vestir como ella            | Venceu    |
| 2017 | Prêmio TVyNovelas         | Blue Demon              | Melhor atriz protagonista de série | Venceu    |
| 2019 | Prêmio TVyNovelas         | Por amar sin ley        | Melhor atriz                       | Indicado  |

Outros reconhecimentos
- Em 2012, A revista People en Español a nomeou uma das mais belas do ano.[37]
- Em 2014, A revista People en Español novamente a nomeou como uma das mais belas do ano.[38]